# Nati nel 1907/Settembre
| Questa pagina contiene informazioni ricavate automaticamente dalle voci biografiche con l'ausilio del template Bio e di un bot. L'aggiornamento è periodico e automatico e ricostruisce completamente la pagina. Se manca una persona in questa lista, sei pregato di non aggiungerla, ma accertati piuttosto che la sua voce biografica contenga il template Bio e che i dati anagrafici siano correttamente compilati. Se il template Bio manca, inseriscilo tu stesso o, in alternativa, metti l'avviso {{tmp\|Bio}} che ne segnala la mancanza. Se i dati riportati sono sbagliati, correggi direttamente la voce biografica; le modifiche saranno visibili in questa lista entro pochi giorni. Per chiarimenti vedi il progetto biografie. La lista contiene solo le 156 persone che sono citate nell'enciclopedia e per le quali è stato implementato correttamente il template Bio. Pagina aggiornata al 2 giu 2025. |

- 1º settembre - Mehdi Bazargan, politico iraniano († 1995)
- 1º settembre - Gustavo Camerini, antifascista, avvocato e scrittore italiano († 2001)
- 1º settembre - Louis Fonteneau, dirigente sportivo francese († 1989)
- 1º settembre - Franjo Giler, calciatore jugoslavo († 1943)
- 1º settembre - Nathan Juran, scenografo e regista austriaco († 2002)
- 1º settembre - Walter Reuther, sindacalista statunitense († 1970)
- 1º settembre - Miriam Seegar, attrice statunitense († 2011)
- 2 settembre - Giuseppe Bogoni, politico e antifascista italiano († 1982)
- 2 settembre - Evelyn Hooker, psicologa statunitense († 1996)
- 2 settembre - Fritz Szepan, calciatore e allenatore di calcio tedesco († 1974)
- 3 settembre - Mary Doran, attrice statunitense († 1995)
- 3 settembre - Loren Eiseley, antropologo, filosofo e docente statunitense († 1977)
- 3 settembre - Carlo Fabrizi, politico italiano († 1975)
- 3 settembre - Giuseppe Piazzi, vescovo cattolico italiano († 1963)
- 4 settembre - Leo Castelli, collezionista d'arte e mercante d'arte italiano († 1999)
- 4 settembre - Marvin Griffin, politico e generale statunitense († 1982)
- 4 settembre - Reggie Nalder, attore, cabarettista e ballerino austriaco († 1991)
- 4 settembre - Henry Palmé, maratoneta svedese († 1987)
- 4 settembre - Eugenia Elisabetta Ravasio, missionaria e mistica italiana († 1990)
- 4 settembre - Gino Sansoni, editore e pubblicitario italiano († 1980)
- 5 settembre - Manlio Bacigalupo, allenatore di calcio e calciatore italiano († 1977)
- 5 settembre - Dionigi Besozzi, cestista italiano († 1997)
- 5 settembre - Lorenzo Hierrezuelo, compositore, cantante e chitarrista cubano († 1993)
- 5 settembre - Oscar Rauch, calciatore svizzero († 1990)
- 5 settembre - Henri Storck, artista belga († 1999)
- 6 settembre - Bruno Balke, alpinista, medico e fisiologo tedesco († 1999)
- 6 settembre - Mario Cerutti, prefetto italiano († 2002)
- 6 settembre - Elizabeth Ferrars, scrittrice britannica († 1995)
- 6 settembre - Maurice George Kendall, statistico inglese († 1983)
- 6 settembre - Grigorij Jakovlevič Koltunov, regista sovietico († 1999)
- 6 settembre - Ilse Schwidetzky, antropologa tedesca († 1997)
- 7 settembre - Bruno Castellani, calciatore italiano
- 7 settembre - Olle Källgren, calciatore svedese († 1983)
- 7 settembre - John Lander, canottiere britannico († 1941)
- 7 settembre - Nenad Petrović, compositore di scacchi croato († 1989)
- 7 settembre - Alexandre Serebriakoff, pittore e illustratore russo († 1995)
- 7 settembre - Virgil Trandafirescu, militare e aviatore rumeno († 1944)
- 8 settembre - Jean Aerts, ciclista su strada e pistard belga († 1992)
- 8 settembre - Aldo Bizzarri, scrittore e sceneggiatore italiano († 1953)
- 8 settembre - Maria Bravin, velocista e nuotatrice italiana († 2004)
- 8 settembre - Philip Arthur Fisher, imprenditore e scrittore statunitense († 2004)
- 8 settembre - Jacques Flouret, cestista, lunghista e dirigente sportivo francese († 1973)
- 8 settembre - Teresa Gullace, italiana († 1944)
- 8 settembre - Buck Leonard, giocatore di baseball statunitense († 1997)
- 9 settembre - Edward Louis Heston, arcivescovo cattolico statunitense († 1973)
- 9 settembre - Blagoje Marjanović, calciatore e allenatore di calcio jugoslavo († 1984)
- 10 settembre - Tala Birell, attrice rumena († 1958)
- 10 settembre - Emilio Ceretti, giornalista, traduttore e critico cinematografico italiano († 1988)
- 10 settembre - Preston Holder, fotografo e archeologo statunitense († 1980)
- 10 settembre - Marian Konopiński, presbitero polacco († 1943)
- 10 settembre - Ilse Lichtenstädter, orientalista tedesca († 1991)
- 10 settembre - Silia Martini, cestista e atleta italiana
- 10 settembre - Song Shilun, generale cinese († 1991)
- 10 settembre - Sergej Ivanovič Splošnov, regista cinematografico sovietico († 1979)
- 11 settembre - Mario Longo Dorni, vescovo cattolico italiano († 1985)
- 11 settembre - Albert Reuter, allenatore di calcio e calciatore lussemburghese († 2003)
- 12 settembre - Antonio Colognese, calciatore italiano
- 12 settembre - Francesco Krivec, fotografo italiano († 1983)
- 12 settembre - Ruby R. Levitt, scenografa statunitense († 1992)
- 12 settembre - Louis MacNeice, poeta britannico († 1963)
- 13 settembre - Walter Kapps, regista francese († 1975)
- 13 settembre - Achille Valdata, pubblicista e critico cinematografico italiano († 1987)
- 14 settembre - Solomon Asch, psicologo polacco († 1996)
- 14 settembre - Anna Maria Enriques Agnoletti, partigiana italiana († 1944)
- 14 settembre - Gina Falckenberg, attrice, scrittrice e sceneggiatrice tedesca († 1996)
- 14 settembre - Michele Fanelli, maratoneta italiano († 1989)
- 14 settembre - Helmut Himpel, dentista tedesco († 1943)
- 14 settembre - Francesco Scaini, pittore italiano († 1976)
- 15 settembre - Jack Bailey, attore e conduttore televisivo statunitense († 1980)
- 15 settembre - Alfred Delp, gesuita tedesco († 1945)
- 15 settembre - Gunnar Ekelöf, poeta e scrittore svedese († 1968)
- 15 settembre - Luigi Morstabilini, vescovo cattolico italiano († 1989)
- 15 settembre - Fay Wray, attrice canadese († 2004)
- 16 settembre - Seth Neddermeyer, fisico statunitense († 1988)
- 17 settembre - Camille Bryen, pittore e poeta francese († 1977)
- 17 settembre - Warren Earl Burger, politico e giurista statunitense († 1995)
- 17 settembre - Fëdor Fedorenko, criminale di guerra russo († 1987)
- 17 settembre - Carl-Heinz Mahlmann, calciatore tedesco († 1965)
- 17 settembre - Eijirō Tōno, attore giapponese († 1994)
- 18 settembre - Leon Askin, attore austriaco († 2005)
- 18 settembre - Jakob Brendel, lottatore tedesco († 1964)
- 18 settembre - Adrien Buttafocchi, ciclista su strada francese († 1937)
- 18 settembre - Håkon Gundersen, calciatore norvegese († 1986)
- 18 settembre - Edwin McMillan, fisico statunitense († 1991)
- 18 settembre - Tommaso Papa, presbitero, storico e poeta italiano († 1983)
- 18 settembre - Giuseppe Signorelli, partigiano, politico e imprenditore italiano († 1995)
- 19 settembre - Alberto Bagagiolo, politico italiano († 1995)
- 19 settembre - Lewis Franklin Powell, Jr., giudice statunitense († 1998)
- 19 settembre - Ugo Pozza, aviatore e militare italiano († 1940)
- 20 settembre - Nicolaus von Below, aviatore tedesco († 1983)
- 20 settembre - Nicola Cariota Ferrara, politico e avvocato italiano († 1972)
- 20 settembre - Adamo Grilli, radiologo italiano († 1989)
- 20 settembre - Antoine Pierre Khoraiche, cardinale libanese († 1994)
- 20 settembre - Harry Litwack, cestista e allenatore di pallacanestro statunitense († 1999)
- 21 settembre - Italo Gamberini, architetto italiano († 1990)
- 21 settembre - Lloyd Gough, attore statunitense († 1984)
- 21 settembre - Eugen Mack, ginnasta svizzero († 1978)
- 21 settembre - Lorenzo Minio-Paluello, linguista, filologo e traduttore italiano († 1986)
- 22 settembre - Maurice Blanchot, scrittore, critico letterario e filosofo francese († 2003)
- 22 settembre - Dino Canestri, dirigente sportivo, allenatore di calcio e calciatore italiano († 1981)
- 22 settembre - Carmelo Canzonieri, vescovo cattolico italiano († 1993)
- 22 settembre - Angelo Fenini, calciatore italiano
- 22 settembre - Philip Fotheringham-Parker, pilota automobilistico inglese († 1981)
- 22 settembre - Adriana Guerrini, soprano italiano († 1970)
- 22 settembre - Shepperd Strudwick, attore statunitense († 1983)
- 23 settembre - Albert Ammons, pianista statunitense († 1949)
- 23 settembre - Dominique Dubarle, religioso e filosofo francese († 1987)
- 23 settembre - Phil Edwards, velocista, mezzofondista e medico canadese († 1971)
- 23 settembre - Herbert Kappler, militare, criminale di guerra e poliziotto tedesco († 1978)
- 23 settembre - Nicola Moscona, basso greco († 1975)
- 23 settembre - Jarmila Novotná, soprano e attrice ceca († 1994)
- 23 settembre - Pauline Réage, scrittrice francese († 1998)
- 23 settembre - Salvatore Valerio, partigiano italiano († 1944)
- 23 settembre - Duarte Nuno di Braganza, portoghese († 1976)
- 24 settembre - Karl Bierwirth, sollevatore tedesco († 1955)
- 24 settembre - Lina Bruna Rasa, soprano italiano († 1984)
- 24 settembre - Jerome Conn, medico statunitense († 1994)
- 24 settembre - Martín Marculeta, allenatore di calcio e calciatore spagnolo († 1984)
- 24 settembre - Virgilio Spigai, ammiraglio italiano († 1976)
- 24 settembre - Constantin Stanciu, calciatore rumeno († 1986)
- 25 settembre - Ernesto Albarracín, calciatore argentino
- 25 settembre - Robert Bresson, regista e sceneggiatore francese († 1999)
- 25 settembre - Vittorio Cramer, conduttore radiofonico, doppiatore e attore italiano († 1974)
- 25 settembre - Bill Harvell, pistard britannico († 1985)
- 25 settembre - Filippo Romano, magistrato italiano († 1990)
- 26 settembre - Stefano Aigotti, calciatore italiano († 1952)
- 26 settembre - Giuseppe Bettiol, giurista e politico italiano († 1982)
- 26 settembre - Anthony Blunt, storico dell'arte e agente segreto britannico († 1983)
- 26 settembre - Frans Bonduel, ciclista su strada belga († 1998)
- 26 settembre - John Collier, ostacolista statunitense († 1984)
- 26 settembre - Bep van Klaveren, pugile olandese († 1992)
- 26 settembre - Giuseppe Santomaso, pittore italiano († 1990)
- 27 settembre - William Chappell, ballerino, scenografo e attore britannico († 1994)
- 27 settembre - Agnese Dubbini, attrice e mezzosoprano italiana († 1983)
- 27 settembre - Jack Harkness, calciatore scozzese († 1985)
- 27 settembre - Bernard Miles, attore e direttore teatrale britannico († 1991)
- 27 settembre - Raúl Silva Henríquez, cardinale e arcivescovo cattolico cileno († 1999)
- 27 settembre - Maria Treben, scrittrice ceca († 1991)
- 28 settembre - Adriano Baracco, giornalista, sceneggiatore e produttore cinematografico italiano († 1976)
- 28 settembre - Turk Edwards, giocatore di football americano statunitense († 1973)
- 28 settembre - Ragnar Gustavsson, calciatore svedese († 1980)
- 28 settembre - Antoine Mélardy, pallanuotista belga († 1973)
- 28 settembre - Heikki Savolainen, ginnasta finlandese († 1997)
- 28 settembre - Bhagat Singh, rivoluzionario indiano († 1931)
- 28 settembre - Evgenij Zavojskij, fisico sovietico († 1976)
- 29 settembre - Gene Autry, attore e cantante statunitense († 1998)
- 29 settembre - Luigina Bonfanti, velocista e lunghista italiana († 1973)
- 29 settembre - Robert Brouwer, cestista e velocista belga († 1997)
- 29 settembre - Noël Calef, scrittore, traduttore e sceneggiatore italiano († 1968)
- 29 settembre - Leslie Holdridge, biologo e climatologo statunitense († 1999)
- 29 settembre - Teodoro Kovacich, calciatore italiano († 1991)
- 29 settembre - Hans Martin Sutermeister, medico, scrittore e politico svizzero († 1977)
- 30 settembre - Pilo Albertelli, partigiano italiano († 1944)
- 30 settembre - Rudolf Jugert, regista tedesco († 1979)
- 30 settembre - Joseph Kramm, drammaturgo statunitense († 1991)
- 30 settembre - Salvatore Valitutti, politologo e politico italiano († 1992)